# Lernaeenicus kabatai
Lernaeenicus kabatai is een eenoogkreeftjessoort uit de familie van de Pennellidae. De wetenschappelijke naam van de soort is voor het eerst geldig gepubliceerd in 1989 door Oldewage.